# Varese Sportiva 1933-1934
Questa voce raccoglie le informazioni riguardanti la Varese Sportiva nelle competizioni ufficiali della stagione 1933-1934.

## Rosa
| N. |                      | Ruolo | Calciatore           |
| -- | -------------------- | ----- | -------------------- |
|    | Italia (bandiera)    |       | Giancarlo Ambrosetti |
|    | Italia (bandiera)    | D     | Arturo Baranzelli    |
|    | Italia (bandiera)    | D     | Ugo Beltrami         |
|    | Argentina (bandiera) | P     | Alberto Bernasconi   |
|    | Italia (bandiera)    | C     | Urbano Bietti        |
|    | Italia (bandiera)    | D     | Renato Bizzozzero    |
|    | Italia (bandiera)    | D     | Sandro Broggi        |
|    | Italia (bandiera)    | C     | Luigi Cattaneo       |
|    | Italia (bandiera)    | A     | Battista Cerini      |
|    | Italia (bandiera)    |       | Vittorio Croci       |
|    | Italia (bandiera)    |       | Giuseppe Franchi     |
|    | Italia (bandiera)    | A     | Angelo Girotti       |
|    | Italia (bandiera)    |       | Magnifico            |
|    | Italia (bandiera)    | D     | Luigi Maroni         |

| N. |                   | Ruolo | Calciatore           |
| -- | ----------------- | ----- | -------------------- |
|    | Italia (bandiera) |       | Mattiolo             |
|    | Italia (bandiera) |       | Mario Mentasti       |
|    | Italia (bandiera) |       | Giuseppe Oldani      |
|    | Italia (bandiera) | A     | Pedetti (II)         |
|    | Italia (bandiera) | D     | Natale Pedetti (I)   |
|    | Italia (bandiera) | A     | Mario Pensierini     |
|    | Italia (bandiera) |       | Giuseppe Salmoiraghi |
|    | Italia (bandiera) | C     | Oscar Santini        |
|    | Italia (bandiera) |       | Giuseppe Toia        |
|    | Italia (bandiera) |       | Giulio Verri         |
|    | Italia (bandiera) | A     | Vicini               |
|    | Italia (bandiera) | A     | Emilio Zafferri      |
|    | Italia (bandiera) | A     | Pierino Zonda        |

## Arrivi e partenze
| Acquisti | Acquisti         | Acquisti    | Acquisti          |
| -------- | ---------------- | ----------- | ----------------- |
| A        | Battista Cerini  | Gazzada     | definitivo        |
| .        | Giuseppe Franchi | Bollatese   | definitivo        |
| A        | Mario Pensierini | ???         | militare a Varese |
| .        | Giulio Verri     | Nord-Edison | definitivo        |
| A        | Vicini           | ???         | definitivo        |

| Cessioni | Cessioni            | Cessioni  | Cessioni   |
| -------- | ------------------- | --------- | ---------- |
| .        | Edoardo Beretta     | ???       | definitivo |
| .        | Renato Bobba        | ???       | definitivo |
| .        | Egidio Bossi        | ???       | definitivo |
| .        | Ugo Casoli          | Cremonese | definitivo |
| .        | Piero Colombo       | ???       | definitivo |
| C        | Domenico De Nicola  | Napoli    | definitivo |
| .        | Giovanni Gallo      | ???       | definitivo |
| .        | Marazzi             | ???       | definitivo |
| .        | Renzo Maroni        | ???       | definitivo |
| C        | Alfredo Milano      | ???       | definitivo |
| .        | Piccardi            | ???       | definitivo |
| C        | Carlo Pontiggia (I) | ???       | definitivo |
| A        | Coriolano Pontiggia | Torino    | definitivo |
| .        | Rossi               | ???       | definitivo |
| .        | Talamona            | ???       | definitivo |
| .        | Luigi Terzi         | ???       | definitivo |
| A        | Vittorio Torti (I)  | ???       | definitivo |
| A        | Stefano Visca       | ???       | definitivo |
| C        | Francesco Viscardi  | ???       | definitivo |